# Lac Vert (Chablais)
Pour les articles homonymes, voir Lac Vert.
Le lac Vert se trouve dans le canton du Valais en Suisse, sur la commune de Champéry, dans le Chablais valaisan.

## Géographie
C'est un petit lac de montagne situé à 1 971 mètres d'altitude, à proximité de la frontière française.
Il est dominé au nord-ouest par la pointe de Chésery, au sud par la pointe des Mossettes et au sud-est par la Croix de l'Hiver. Le lac de Chésery se trouve environ 600 mètres plus au nord. Son émissaire est la Vièze de Morgins, dans le bassin hydrologique du Rhône.

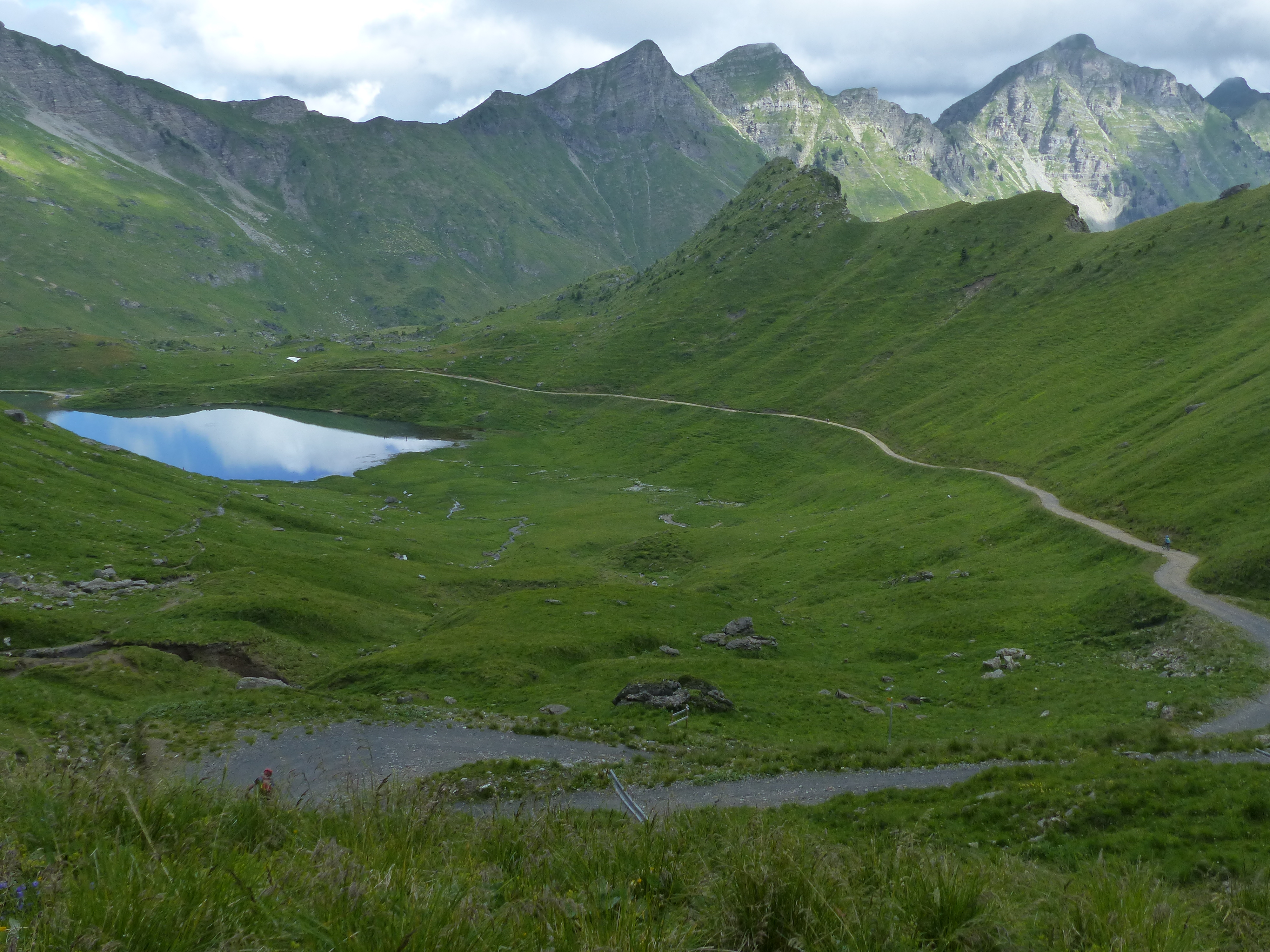
Vue depuis les Portes de l'Hiver du lac Vert, de Cornebois, de la pointe de Boccor et de la tête du Géant (de gauche à droite).